# Terminus 100
Terminus 100 je mrakodrap v Atlantě, který je součástí administrativního komplexu Terminus. Má 26 pater a výšku 148 metrů, je tak nejvyšší v celém komplexu. Výstavba probíhala v letech 2005 – 2007 a za designem budovy stojí firma Duda/Paine Architects.